# Cambridgea ramsayi
Cambridgea ramsayi är en spindelart som beskrevs av Forster och Wilton 1973. Cambridgea ramsayi ingår i släktet Cambridgea och familjen Stiphidiidae. Inga underarter finns listade.